# Церква святих апостолів (Салоніки)
40°38′6.01″ пн. ш. 22°56′53.14″ сх. д. / 40.6350028° пн. ш. 22.9480944° сх. д.
Церква Святих апостолів (грец. Ναός Αγίων Αποστόλων) — хрестокупольний храм у місті Салоніки, Греція, присвячений соборної пам'яті 12 апостолів.
1988 року серед інших ранньохристиянських і візантійських пам'яток Салонік включена до переліку об'єктів Світової спадщини в Греції.

## Історія
Вважалося, що церква була побудована в 12 столітті, хоча деякі фахівці бачили в ній елементи архітектури 7 століття. Проте після виявлення в ході реставрації монограм  константинопольського патріарха Нифонта I, в яких він називається її засновником, будівництво церкви почали відносити до початку 14 століття.
Під час будівництва церкви були використані елементи більш ранніх будівель, наприклад, капітелі колон центрального купола. Ймовірно церква була головним храмом монастиря, що розташовувався поруч з нею, закритого в добу турецького завоювання. Церква святих апостолів, як і більшість храмів Салонік, в період між 1520 і 1530 роками була перетворена на мечеть.

## Особливості архітектури
Базиліка являє собою хрестокупольний храм, купол якого підтримують чотири арки. По периметру (виключаючи східну сторону) церква оточена галереєю, в якій на східних кінцях облаштовані приділи. Центральна частина церкви має квадратну форму. У вівтарної частини створено окремі приміщення для  жертовника і дияконника.

## Внутрішнє оздоблення
Церква багато прикрашена мозаїкою і фресками доби Палеологів.

### Мозаїки
Мозаїки храму відносять до останніх мозаїчним полотен в Салоніках перед турецьким завоюванням. Купол прикрашає зображення Христа Вседержителя в оточенні старозавітних пророків. Нижче в трикутниках симетрично зображені євангелісти. Мозаїкою прикрашені і всі арки центральної частини церкви:
- Південна — Різдво Христове і Водохреща;
- Західна — Преображення і Вхід Господній в Єрусалим;
- Північна — Розп'яття Христове і Воскресіння.

На стінах збереглися мозаїки Успіння Богородиці, Спас Нерукотворний, частково — Стрітення і Благовіщення.
Мозаїки відрізняються реалістичністю, а в окремих сценах драматизмом. Вивчаючи техніку і колірну гаму мозаїк, виділяють двох майстрів, які брали участь у їх створенні. Перший виконав мозаїки купола і арок, які відрізняються високим опрацюванням деталей, використанням широкої колірної гами, що робить мозаїки здалеку схожими на фрески. Другий майстер приділяє увагу різкості і чіткості зображень, працюючи в техніці мозаїки 11-12 століть.
Особливо слід відзначити мозаїку Преображення Господнє, що має дуже гарну збереженість (втрачено лише золотий фон). Ймовірно, вона була покрита штукатуркою одразу після перетворення церкви на мечеть, при цьому золоті елементи фону вийняли дуже акуратно.

### Фрески
Більшість фресок прикрашають вівтарну частину церкви. На них зображені переважно сцени з життя Богородиці, в тому числі зображення Кореня Ісаї (родовідне дерево Богородиці). Облаштований в північній галереї приділ на честь Івана Хрестителя прикрашений фресками на сюжети його життя.